# Avenue Félix-D'Hérelle
L’avenue Félix-D'Hérelle est une voie du 16e arrondissement de Paris, en France.

## Situation et accès
Cette avenue commence au carrefour de l'avenue Pierre-Grenier et de l'avenue Georges-Lafont. Elle se termine au croisement de la rue Fanfan-la-Tulipe et de l'avenue Le-Jour-se-lève à Boulogne-Billancourt.
Bien que située entièrement sur le territoire parisien, les immeubles riverains côté Boulogne - entre l’avenue du Point-du-Jour et l’avenue Pierre-Grenier dépendent des deux communes selon les services publics.

## Origine du nom

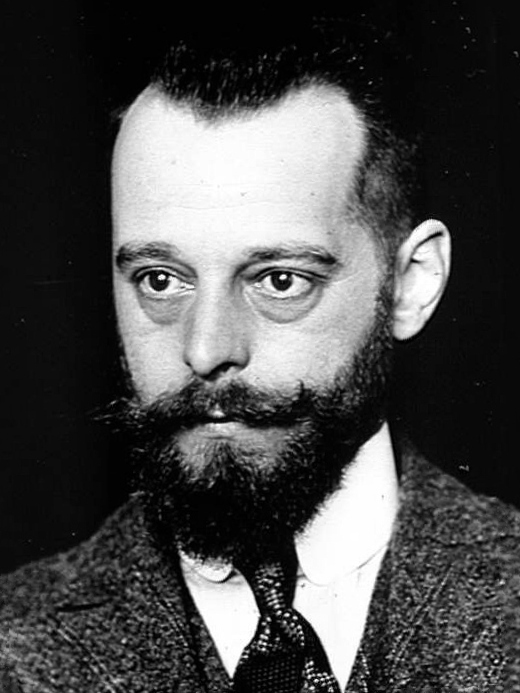
Félix d'Hérelle vers 1905.

Elle est nommée en l'honneur du biologiste franco-canadien Félix d'Hérelle (1873-1949).

## Historique
Cette voie a été ouverte sur l'ancien territoire de Boulogne-Billancourt annexé à Paris par décret du 3 avril 1925, sous le nom d'« avenue Saint-Exupéry ». Elle a pris son nom actuel par arrêté du 4 mars 1976.

## Bâtiments remarquables et lieux de mémoire
- Tennis club de Paris